# 羽生雅則

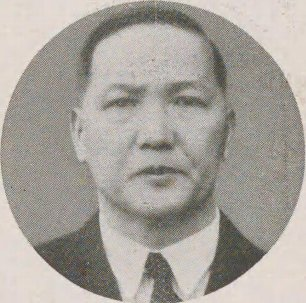
羽生雅則

羽生 雅則（はにゅう まさのり、1889年（明治22年）12月10日 - 1971年（昭和46年）8月8日）は、日本の内務官僚。第1次近衛内閣の内務次官、県知事。旧姓、奥秋。

## 経歴
山梨県出身。奥秋茂兵衛の五男として生まれる。1922年、羽生家の入夫となり改姓。日川中学、第一高等学校を経て、1916年5月、東京帝国大学法科大学法律学科（英法）を卒業。1915年10月、文官高等試験に合格した。
1916年7月、台湾総督府に入り同府属となる。以後、台湾総督府事務官・民政部殖産局商工課、同局水産課長、同商工課長などを歴任。
1923年11月、帝都復興院に転じ事務官として総裁官房に勤務。1924年2月、帝都復興院が復興局に改組されると引続き勤務し、長官官房文書課、横浜出張所、復興局書記官・土木部庶務課長などを務めた。1930年3月、東京府書記官・学務部長に転じ、以後、北海道庁部長・拓殖部長、愛知県書記官・内務部長、大阪府書記官・経済部長などを歴任。
1936年3月、福井県知事に就任。1937年11月、三重県知事に転じたが、一ヶ月ほどで内務次官に登用された。1938年6月に内務次官を辞任し退官した。その後、日本陶器工業組合連合会理事長、全国輸出羽二重工業組合連合会理事長などを務めた。
戦後に公職追放となり、1951年8月に解除された。

## 栄典
- 1930年（昭和5年）12月5日 - 帝都復興記念章[1]